# Râul Vurpăr
Râul Vurpăr este un curs de apă, afluent al râului Hârtibaciu. 

## Hărți
- Harta județului Sibiu